# Beresototscha
Beresototscha (ukrainisch und russisch Березоточа) ist ein Dorf in der ukrainischen Oblast Poltawa mit 1100 Einwohnern (2023).

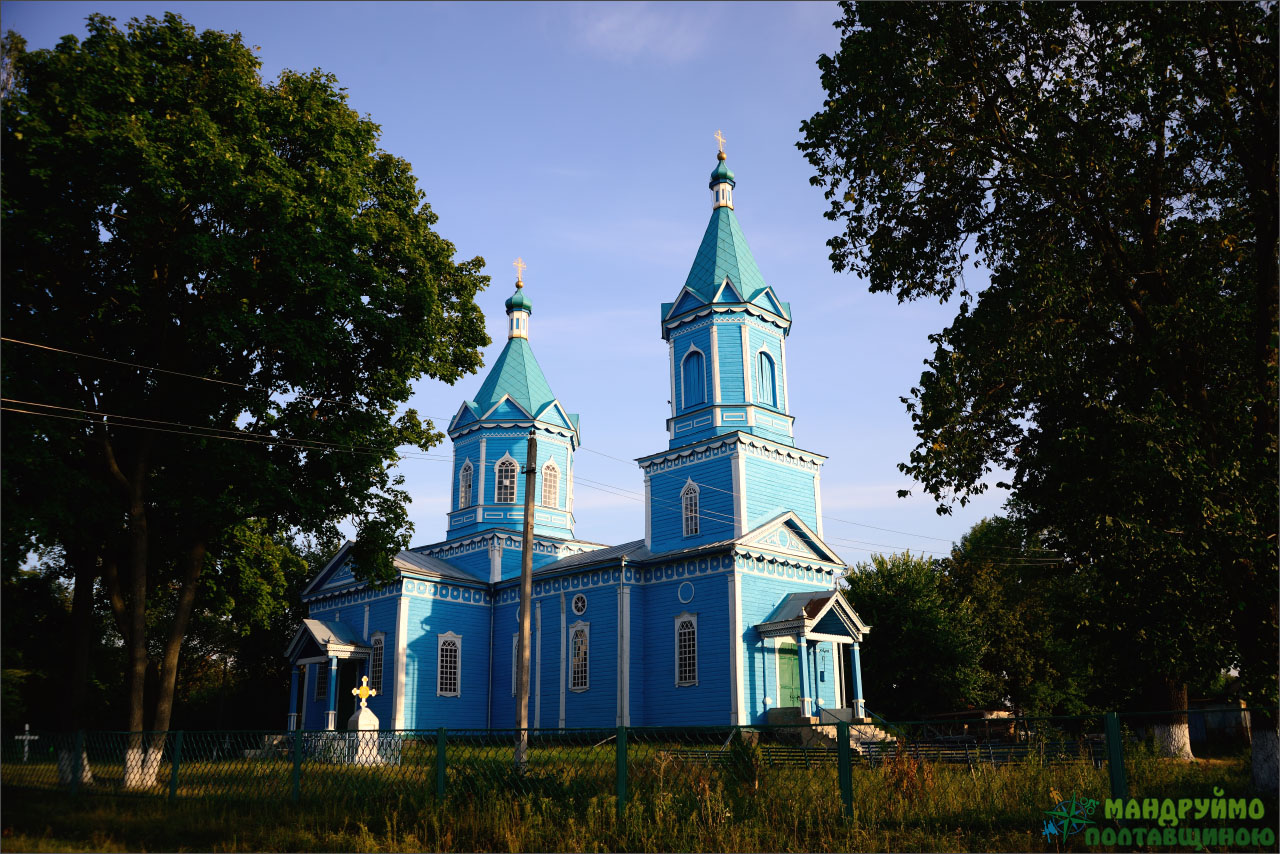
Hölzerne Dorfkirche von 1866

Das erstmals 1609 schriftlich erwähnte Dorf liegt im Rajon Lubny am linken Ufer der Sula 18 km nordöstlich vom Rajonzentrum Lubny und etwa 150 km nordwestlich vom Oblastzentrum Poltawa.
Am 12. Juni 2020 wurde das Dorf ein Teil der neugegründeten Stadtgemeinde Lubny, bis dahin bildete es zusammen mit dem Dorf Sucha Solonyzja (Суха Солониця) die gleichnamige Landratsgemeinde Beresototscha (Березотіцька сільська рада/Beresotizka silska rada) im Nordosten des Rajons Lubny.